# Passeur (volley-ball)
Vous pouvez aider à l'améliorer ou bien discuter des problèmes sur sa page de discussion.
- Il ne cite pas suffisamment ses sources. Vous pouvez indiquer les passages à sourcer avec {{référence nécessaire}} ou {{Référence souhaitée}}, et inclure les références utiles en les liant aux notes de bas de page. (Marqué depuis juillet 2025)

- Archive Wikiwix
- Bing
- Cairn
- DuckDuckGo
- E. Universalis
- Gallica
- Google
- G. Books
- G. News
- G. Scholar
- Persée
- Qwant
- (zh) Baidu
- (ru) Yandex
- (wd) trouver des œuvres sur Wikidata

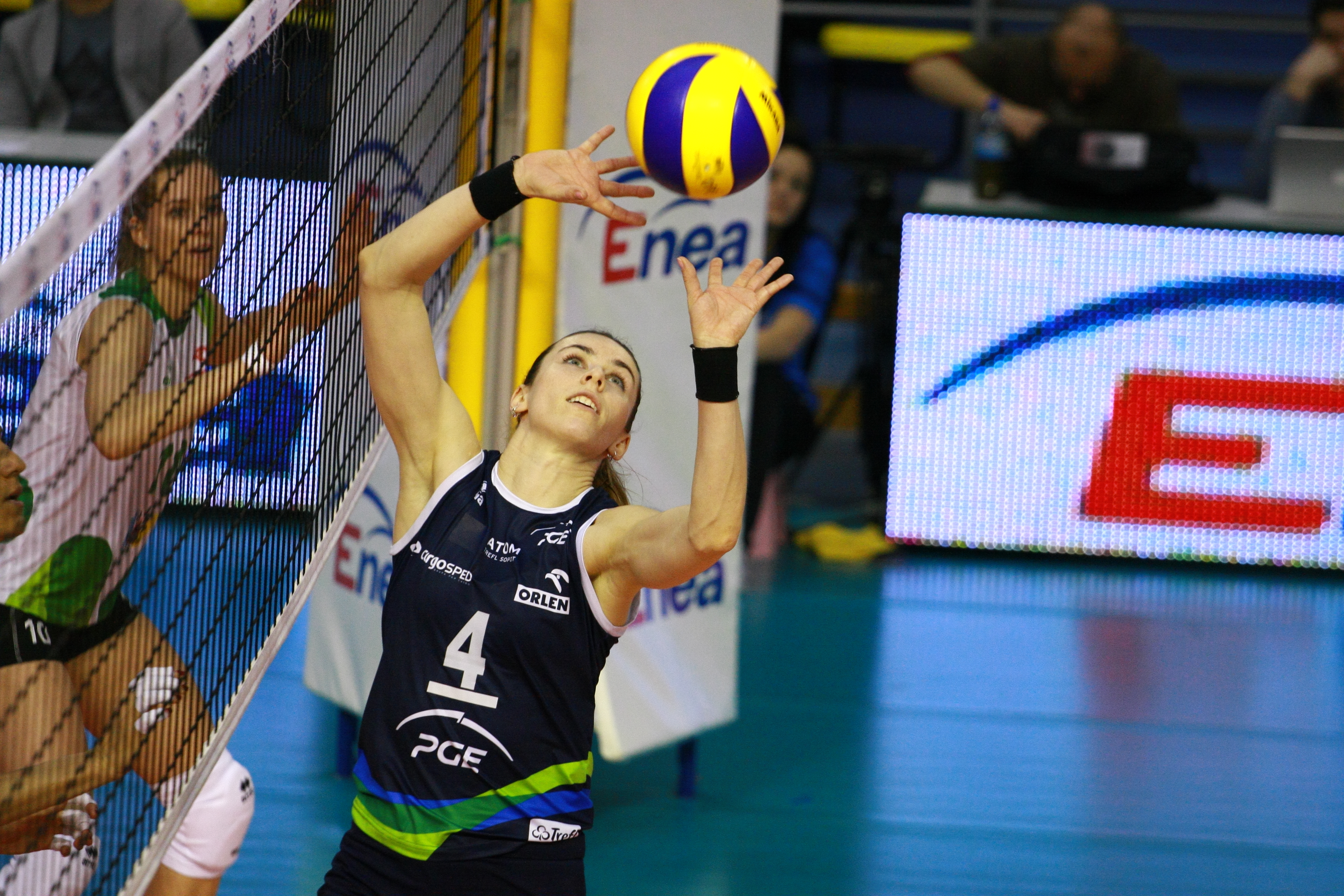
Passe en suspension effectuée par une passeuse polonaise.

Le passeur (passeuse au féminin) est un poste de volley-ball,. Le joueur qui l'occupe a la fonction, comme le nom l'indique, de se charger de la passe, et donc de la distribution du jeu, qui s’effectue généralement comme deuxième des trois mouvements, entre la réception et l'attaque. Le passeur est celui qui contrôle le jeu. Ce joueur est isolé à la réception du service de l’adversaire, puisqu’il est indispensable au jeu offensif.

## Techniques

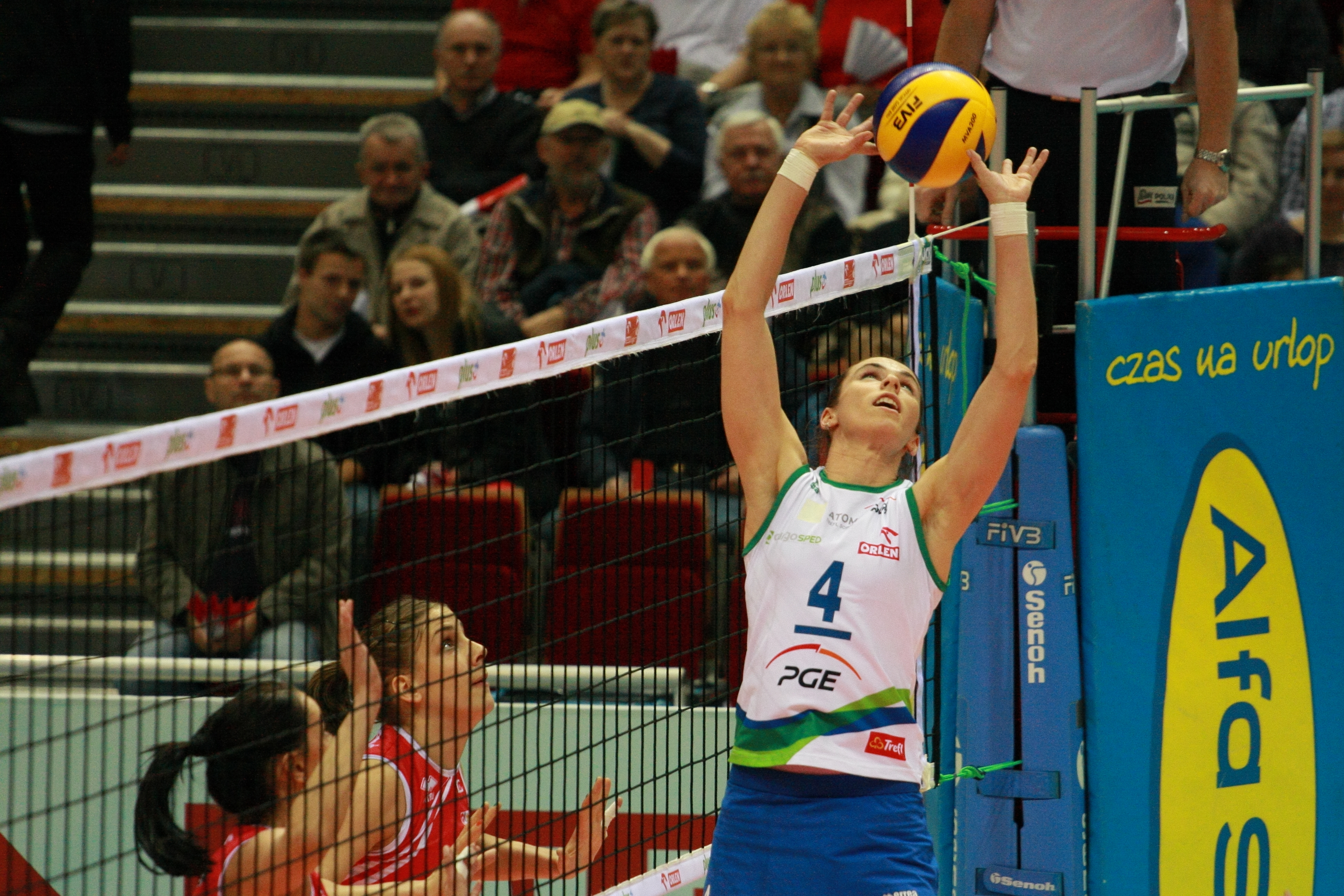
Début d'une passe arrière.

Selon le système tactique mis en place, il y a un passeur (système 5-1) ou deux passeurs (système 4-2). Dans un système 5-1 (5 attaquants et 1 passeur), le passeur se place après le service généralement :
- en 2 quand il est sur les positions avant (2, 3 ou 4),
- en 1 quand il est sur les positions arrière (1, 5 ou 6).

Dans un système 4-2 (4 attaquants et 2 passeurs), les deux passeurs sont sur des positions opposées (quand un passeur est devant, l'autre est derrière). La position de chaque passeur après le service fonctionne sur le même principe qu'avec un seul passeur.
Quand les deux passeurs attaquent également (le passeur sur les positions avant attaque sur des passes faites par le passeur sur les positions arrière) on parle d'un système en « faux 4-2 », en « 4-2 amélioré », ou en 6-2 qui permet d'avoir toujours 3 attaquants sur les postes avant.

## Les types de passes
- Passe haute : la passe classique
- Passe arrière : passe classique vers l'arrière
- Passe courte avant : passe généralement jouée avec le joueur central, très rapidement, devant le passeur, très proche de lui et du filet.
- Passe courte arrière : passe généralement jouée avec le joueur central, très rapidement, derrière le passeur, très proche de lui et du filet.
- Passe tendue : passe très rapide le long du filet à très basse hauteur
- Passe aux 3 mètres : passe dirigée vers la ligne des 3 mètres et attaquée par un joueur arrière.

## Signes d'informations du passeur

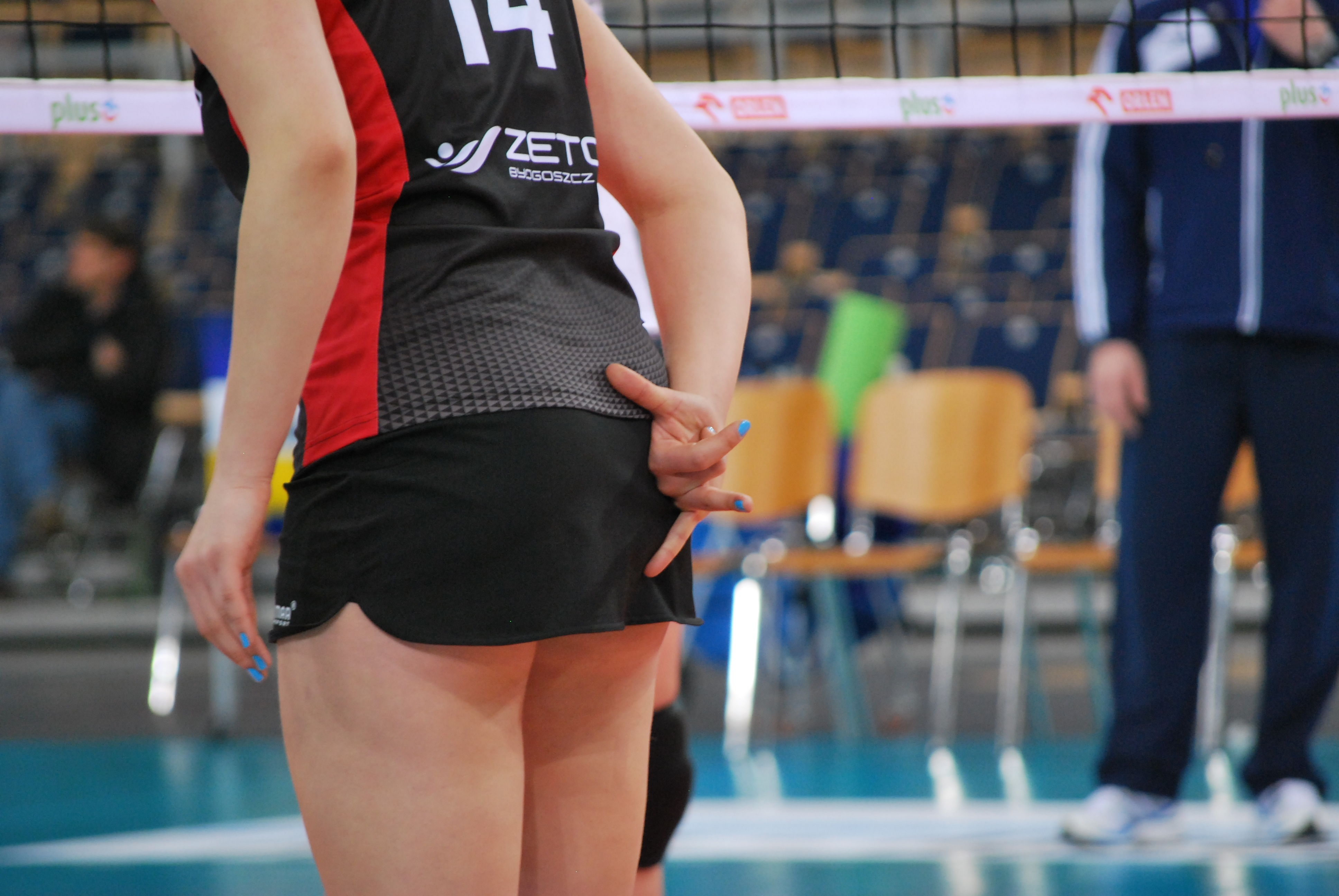
Signe d'information d'une passeuse, avant le service, dans son dos pour que son équipe lise le signe sans que l'équipe adverse le voie.

Le passeur indique aux autres joueurs, avant le service, quel type de passe il effectuera dans le jeu et ce pour chaque position d'attaque. Cette information se fait par des signes de la main et des doigts, dans le dos du passeur, afin que l'équipe adverse ne voie pas ses intentions.

## Meilleur passeur
En 2007, le meilleur passeur du moment, reconnu par ses pairs, est brésilien : il s’agit de Ricardo Garcia qui a évolué successivement au Minas Belo Horizonte, à Pallavolo Modène et au Sisley Trévise depuis 2008.

## Joueuses passeuse
- Maja Ognjenović (serbe)
- Eleonora Lo Bianco (italienne)
- Fernanda Venturini (brésilienne)
- Fofão (brésilienne)
- Feng Kun (chinoise)
- Lindsey Berg (américaine)
- Robyn Ah Mow-Santos (américaine)
- Tatiana Gratchiova (russe)
- Yoshie Takeshita (japonaise)